# Heteracris persa
Heteracris persa är en insektsart som först beskrevs av Boris Petrovich Uvarov 1933.  Heteracris persa ingår i släktet Heteracris och familjen gräshoppor. Inga underarter finns listade i Catalogue of Life.